# Giacomo Spinelli
Giacomo Spinelli (Briga Marittima, 17 gennaio 1637 – Briga Marittima, 10 giugno 1710) è stato un presbitero, scrittore ed economista italiano.

## Biografia
Nato nel 1637 a Briga Marittima in alta val Roia nell'allora Contea di Nizza sabauda ora in Francia da famiglia di lontana origine toscana trasferitasi a Briga quando ci fu l'espulsione dei ghibellini da Firenze nel 1266, fu avviato in giovane età alla vita ecclesiastica.
Venne nominato cappellano dal vescovo Carlo Roberti, nunzio apostolico in Francia e Savoia e nel 1666 venne nominato canonico della Chiesa Collegiata dei Santi Pietro e Paolo di Carmagnola (TO) con dispensa della residenza. Con il Roberti fu presente anche al conclave del 1667 che elesse papa Clemente IX.
Grazie all'amicizia con lo scrittore e presbitero nizzardo Pietro Gioffredo, venne introdotto alla corte di Carlo Emanuele II di Savoia.
In seguito alla morte di Carlo Emanuele II di Savoia, Cristina di Borbone-Francia detta Madama Reale divenne reggente del Ducato di Savoia ma egli non abbandonò la corte ma divenne segretario della reggente. L'8 novembre 1677 salpò da Villafranca alla volta di Lisbona per organizzare un matrimonio combinato e rendere più forte l'alleanza tra Ducato di Savoia e Regno del Portogallo.
Tornò a Villafranca  il 29 febbraio 1680 con la missione riuscita, in seguito propose a casa Savoia di spostare l'unico porto sabaudo da Villafranca alla vicina Nizza, cosa che in seguito avvenne proponendo anche quindi la costruzione di una strada da Cuneo a Nizza superando il Col di Tenda.
Fu anche un economista, infatti diede le basi alla teoria del libero scambio, che venne in seguito sviluppata dallo scozzese Adam Smith nel XVIII secolo: infatti a Lisbona propose sempre a casa Savoia di aumentare il traffico di merci verso Nizza a un prezzo più basso di Genova per portare le merci provenienti dal Piemonte in Portogallo proponendo anche la costruzione di un canale navigabile da Susa al Po e dal Po a Cuneo.
Dopo la morte di Madama Reale rimase alla corte di Carlo Emanuele II e di Vittorio Amedeo II fino a poco prima della morte quando chiese di tornare nella sua casa natale di Briga Marittima dove morì nel 1710 a 73 anni d'età e venne tumulato nella Collegiata di San Martino.
In seguito con l'annessione sabauda della Sicilia lo stesso anno della sua morte, che in seguito venne scambiata con la Sardegna nel 1720 si avverarono postume gran parti delle idee dello Spinelli.
Con il suo testamento del 18 marzo 1706 fondò l'Opera Pia Spinelli, che in seguito al trattato di pace del 1947 venne annessa alla Francia e sui beni vennero divisi nel 1960 tra la famiglia Spinelli, l'Ente di Assistenza di Briga Alta e l'Hospice Spinelli a Briga Marittima fondato ex novo.
Nel 1922 venne inaugurato a Briga Marittima un monumento in suo onore opera di Giorgio Calandra presso la parrocchiale di San Martino, tuttora presente nel paese.